# Saint-Mars-du-Désert (Loira Atlantica)
Saint-Mars-du-Désert è un comune francese di 4 571 abitanti situato nel dipartimento della Loira Atlantica nella regione dei Paesi della Loira.

## Società

### Evoluzione demografica
Abitanti censiti